# Teko Modise
Teko Tsholofelo Modise est un footballeur sud-africain né le 22 décembre 1982 à Soweto. Il joue au poste de milieu offensif.
International sud-africain, il a participé à la Coupe d'Afrique des nations 2008 sous les couleurs de son pays.
A l'issue de la saison 2018-19, il annonce sa retraite. 

## Carrière
- 2001-2002 : Ria Stars ( Afrique du Sud)
- 2002-2006 : Mpumalanga Black Aces ( Afrique du Sud)
- 2006-2007 : Supersport United ( Afrique du Sud)
- 2007-déc. 2010 : Orlando Pirates ( Afrique du Sud)
- depuis jan. 2011 : Mamelodi Sundowns FC ( Afrique du Sud)

## Palmarès
- Vainqueur de la COSAFA Cup en 2007 avec l'Afrique du Sud ( Afrique du Sud)
- Vainqueur de la Telkom Charity Cup en 2008 avec le Orlando Pirates Football Club ( Afrique du Sud)
- Vainqueur de la Ligue des champions de la CAF 2016

## Distinctions personnelles
- 65 sélections et 10 buts en équipe d'Afrique du Sud depuis l'année 2007
- Élu meilleur joueur de la Telkom Charity Cup en 2008
- Élu meilleur joueur du championnat d'Afrique du Sud en 2008